# Хабнарфьордюр (футбольный клуб)

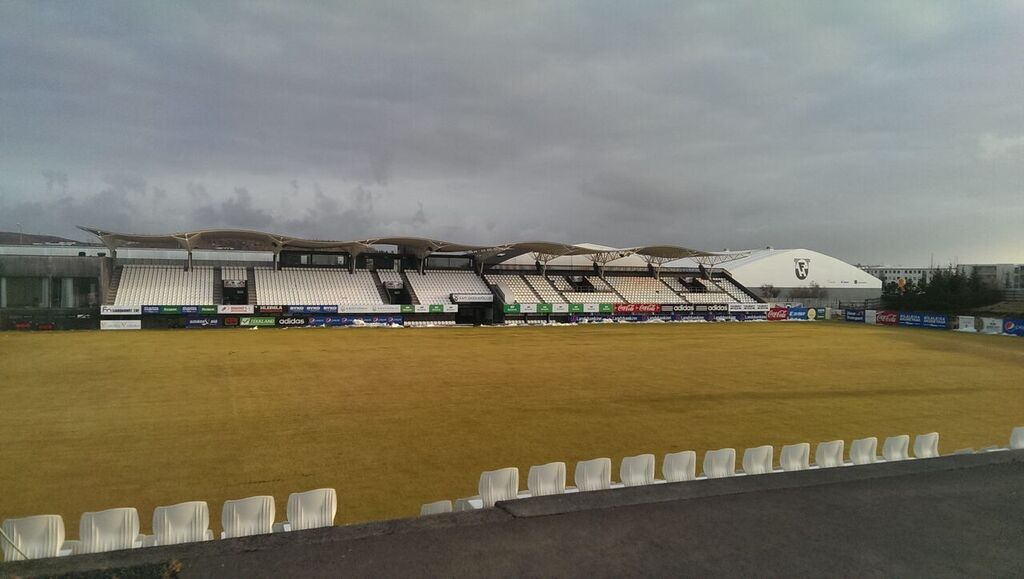
Домашний стадион клуба «Каплакрики»

«Ха́бнарфьордюр» (ФХ, исл. Fimleikafélag Hafnarfjarðar) — исландский футбольный клуб из одноимённого города. Основан 14 октября 1929 года. Домашние матчи проводит на стадионе «Каплакрики» общей вместительностью 6450 зрителей. Действующий участник лиги Úrvalsdeild, высшего дивизиона чемпионата Исландии по футболу.
Самый успешный футбольный клуб Исландии 2000—2010-х годов.

## История клуба

### Начало
Клуб «Хабнарфьордюр» был основан 14 октября 1929 года как местное спортивное общество по гимнастике. Изначально клуб не имел официального названия. В 1935 году спортивное общество объединилось с соседней командой «Хаукар» из того же города. Клуб получил название «ИБ Хабнарфьордур», под которым выступал до своего расформирования в 1961 году.
Клуб воспитал многих выдающихся исландских спортсменов. В частности, воспитанниками клуба являются такие известные для Исландии спортсмены как гандболист Кристиан Арасон, бывший игрок национальной сборной по гандболу, а также легкоатлеты: чемпион Исландии по прыжкам с шестом Торьйю Элисдотюр Эдд и исландский рекордсмен по прыжкам в длину Улфар Линнет.
В 1956 году «ИБ Хабнарфьордур» выиграл чемпионат Первого дивизиона и впервые в истории поднялся в высшую лигу местного футбольного первенства.
Однако надолго в элите клуб не задержался и уже спустя два года покинул турнир.
В сезоне 1960 клуб снова стал победителем Первого дивизиона, но и на этот раз не удержался в элите. Отыграв в высшем дивизионе один сезон, команда вернулась в низшую лигу.
После вылета из высшей лиги клуб отделился от «Хаукара» и продолжил самостоятельное выступление под собственным именем. Начиная с сезона 1962 и до сегодняшнего дня клуб носит название «Хабнарфьордюр» (или «ФХ»).
В 1972 году «ФХ», будучи на тот момент клубом Первого дивизиона, сенсационно вышел в финал Кубка Исландии, в 1/2 финала обыграв бронзового призёра чемпионата клуб «Кеблавик». Однако в финале турнира перевес в мастерстве сказался: со счетом 2:0 победу одержал представитель высшей лиги клуб «ИБВ».
В сезоне 1974 команда в очередной раз выиграла чемпионат Первого дивизиона.
С сезона 1975 по сезон 1978 года «ФХ» принимает участие в высшей лиге, занимая места в нижней части турнирной таблицы.
Без особого успеха проведя четыре года в высшей лиге, в сезоне 1978 клуб снова покидает элитный дивизион.
В 1979 году «ФХ» занимает второе место в Первом дивизионе и возвращается в высшую лигу.
Сезон 1981 команда закончила в зоне вылета и в очередной раз покинула элитный дивизион. Клуб набрал лишь семь очков по итогам сезона, что стало худшим результатом команды за весь период пребывания в первенстве, если не учитывать сезон 1961 года, когда прежняя команда «ИБ Хабнарфьордур» набрала всего одно очко.
В сезоне 1984 «ФХ» снова выигрывает турнир Первого дивизиона.
Став по сути типичной командой-лифт, очередной вылет клуба в 1987 году мало кого удивил.
Очередное пребывание в низшей лиге продлилось недолго. Команда выиграла сезон 1988 года и сразу вернулась в элиту. На этом эпопея с постоянными сменами дивизионов приостановилась до 1995 года. Начался т. н. «первый золотой век» клуба.
В своем первом же сезоне после возвращения в высшую лигу «ФХ» сходу занял второе место, уступив лишь клубу «КА» из Акюрейри. Впервые в своей истории «ФХ» стал вице-чемпионом. Команде предстоял дебют в еврокубках.
Дебютное выступление в рамках Кубка УЕФА ожидаемо завершилось неудачей. В рамках первого раунда квалификации «ФХ» встречался с шотландским клубом «Данди Юнайтед». 18 сентября 1990 года команда сыграла свой первый матч в еврокубках. Игра завершилась в пользу гостей 1:3. В ответной встрече на «Таннадайс Парк» была зафиксирована ничья 2:2.
В розыгрыше национального кубка сезона 1991 года «ФХ» дошел до финала, где уступил клубу «Валюр» по сумме двух матчей.
В сезоне 1993 «ФХ» вновь стал вице-чемпионом первенства, уступив первую строчку клубу «ИА» из Акранеса.
Второе выступление в еврокубках команда провела в рамках квалификационного отбора к Кубку УЕФА. В соперники клубу достался североирландский «Линфилд». Гол Хёрдура Магнуссона в домашнем матче принес «ФХ» минимальную победу. Однако добытого преимущества клуб не смог удержать, уступив в гостях со счетом 1:3.
В 1994 году «ФХ» в третий раз стал серебряным призёром национального чемпионата, повторив достижение предыдущего сезона.

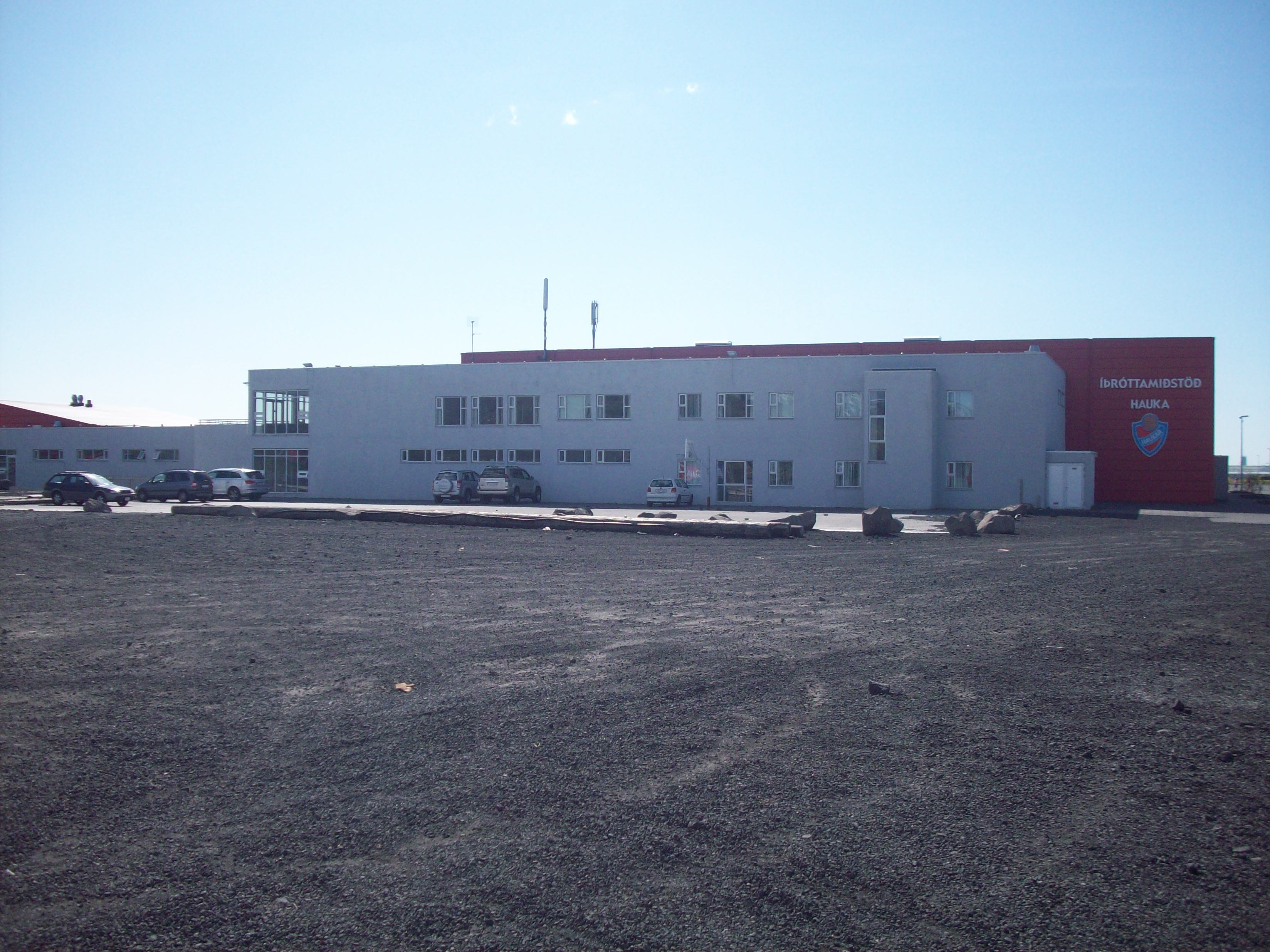
Городская спортивная арена
«Хаука Асвёллум»

Сезон 1995/96 в Кубке УЕФА команда начинала с предварительного раунда. И снова в соперники «ФХ» достался коллектив из Северной Ирландии — на сей раз клуб «Гленавон». И вновь минимальное поражение не позволило клубу преодолеть барьер первого раунда. Сыграв в безголевую ничью на «Марневью Парк», команда неожиданно уступила дома — 0:1.
На этом «первый золотой век» клуба в чемпионате подошел к концу. В сезоне 1995 года команда провела один из худших сезонов в высшей лиге. 42 пропущенных мяча в 18 матчах и сенсационный вылет подвел черту под провальным выступлением команды в сезоне.
С 1996 года «ФХ» будет выступать в чемпионате Первого дивизиона, где проведет до 2000 года.
В сезоне 2000 года клуб в последний раз становится победителем Первого дивизиона и поднимается в высшую лигу. Начинается «второй золотой век» клуба, продлившийся 20 лет. В этот период «ФХ» станет лучшим клубом чемпионата и установит гегемонию в исландском клубном футболе.

### «Золотой век»
В своем первом сезоне после возвращения в высшую лигу «ФХ» стал бронзовым призёром первенства, уступив клубам «ИА» и «ИБВ» из Вестманнайара. Команде предстоял дебют в Кубке Интертото, третьем по значимости футбольном турнире еврокубков.
В 2002 году клуб принял участие в розыгрыше Кубка Интертото. Здесь команда впервые добилась успеха в еврокубковом турнире. В первом раунде «ФХ» одолел клуб «Цементарница» из Македонии со счетом 4:3 по сумме двух матчей. Залогом успеха стала гостевая победа 3:1 (дубль на счету литовца Валдаса Тракиса). Благодаря ей домашнее фиаско с минимальным счетом все равно позволило команде пройти в следующий раунд еврокубкового турнира, впервые в истории.
Однако в следующем раунде жребий был безжалостен к «ФХ»: в оппоненты исландцам выпал испанский «Вильярреал», самый мощный соперник из всех предыдущих, достававшихся команде в еврокубках. Тем не менее, «ФХ» смог навязать борьбу безоговорочному фавориту пары: уступив со счетом 0:2 на «Эль-Мадригал», в ответной игре на домашнем стадионе «Каплакрики» клуб оказал достойное сопротивление — голы Эмиля Хальфредссона и Балдура Бэтта зафиксировали ничью после финального свистка 2:2. Этот матч по праву считается одним из лучших в истории клуба в еврокубковых турнирах.
В сезоне 2003 «ФХ» в очередной раз стал серебряным призёром чемпионата, всего на три очка отстав от столичного клуба «КР», ставшего в итоге чемпионом. Клубу снова предстояло выступление в Кубке УЕФА.
Благодаря успеху в прошлом еврокубковом сезоне, к сезону 2004/05 в кубке УЕФА «ФХ» подходил уже закаленным бойцом. Посему успешное выступление в новом сезоне уже мало кого удивляло. В первом отборочном раунде «ФХ» уверенно расправился с валлийским «Хаверфордуэст Каунти» 4:1. Во втором раунде в соперники команде достался более сильный соперник — шотландский «Данфемлайн». После гостевой победы на «Ист Энд Парк» 2:1 исландцы выходили в качестве фаворитов на ответную встречу. Однако игра в родных стенах шла уже под диктовку гостей, почти весь матч удерживавших устраивавший их счет 2:1, тот самый, что был зафиксирован в Шотландии. Казалось, исход противостояния будет решен лишь в дополнительное время, но тут свое слово взял нападающий хозяев Томми Нильсен, забивший решающий гол в самой концовке. 2:2 и итоговая победа 4:3 по сумме двух матчей впервые вывела «ФХ» в третий раунд квалификации («Первый раунд») кубка УЕФА.
В первом раунде команде достался немецкий клуб «Алемания» из города Ахен, выступавший на тот момент во Второй Бундеслиге. Несмотря на не самый звездный статус соперника, тем не менее, итоговое преимущество немецкого чемпионата сыграло решающее значение. 16 сентября 2004 года «ФХ» сыграл свой первый домашний матч первого раунда кубка УЕФА, закончившийся итоговым разгромом команды со счетом 1:5. Единственный гол в составе хозяев забил Арманн Бьорнссон. Домашнее фиаско предопределило исход противостояния: нулевая ничья на «Рейн Энерги» завершила еврокубковый сезон клуба.
Казалось, «проклятие вторых мест» не будет развенчано, и клуб никогда не сможет выиграть золотые медали первенства. Однако в сезоне 2004 «ФХ» наконец смог оформить долгожданное чемпионство. Итоговое преимущество клуба не вызывало сомнений, а единственное поражение за весь сезон стало лучшим подтверждением гегемонии команды в чемпионате. Отрыв от серебряного призёра «ИБВ» составил шесть баллов. Клубу предстоял дебют в самом престижном клубном турнире Европы — Лиге чемпионов.
Сезон 2005/06 в Лиге чемпионов «ФХ» начинал со стадии первого квалификационного раунда ввиду невысокого рейтинга местного чемпионата. Команде достался клуб «Нефтчи» из Азербайджана. Невзирая на не самую высокую статусность соперника, тем не менее «ФХ» ничего не смог противопоставить азербайджанскому коллективу. 20 июля 2005 года команда провела свой первый домашний матч в Лиге чемпионов. Поражение в гостях со счетом 0:2 оставляло мало шансов на конечный успех. В итоге команда так и не смогла отыграть гандикап соперника, уступив еще и дома — 1:2. Дебют клуба в самом престижном еврокубковом турнире вышел неудачным.

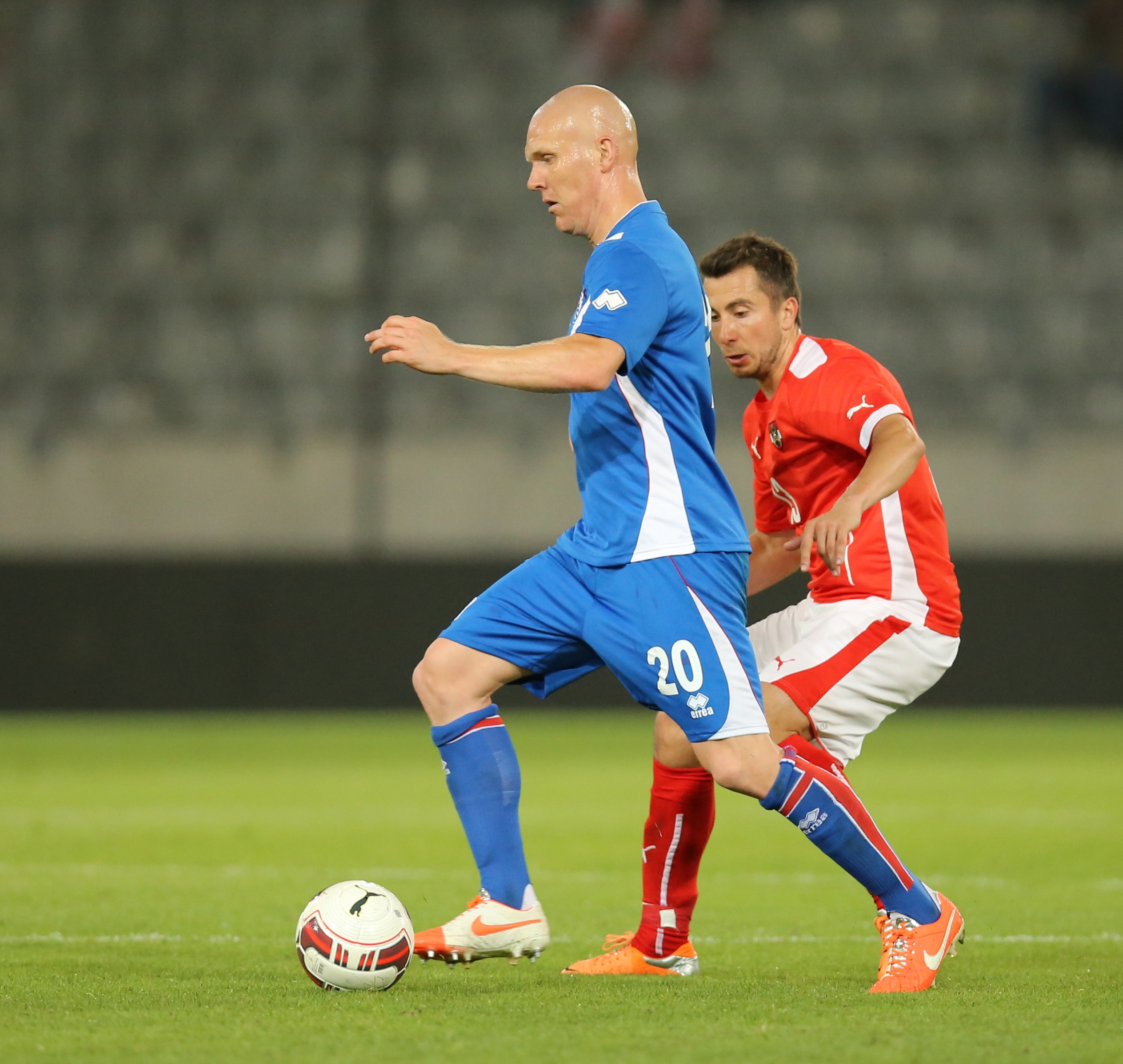
Воспитанник клуба Эмиль Хальфредссон в матче за сборную

Неудача в дебютном сезоне Лиги чемпионов только закалила команду. Уже следующий сезон 2005 года «ФХ» сыграл феерически, набрав рекордные 48 очков из 54 возможных, лишь дважды потеряв очки по ходу турнира. Уникальное достижение клуба в сезоне примечательно еще и тем, что итоговый отрыв от вице-чемпиона «Валюра» составил 16 баллов, что также стало рекордом чемпионата. «ФХ» окончательно утвердил за собой статус гегемона национального первенства.
Нападающий клуба Тригви Гудмундссон стал лучшим бомбардиром команды в сезоне, забив 16 мячей в 17 матчах (по голу за игру). Второе место в списке бомбардиров занял его партнер по команде датчанин Аллан Боргвардт, на счету которого числилось 13 голов в 15 матчах. По окончании сверхуспешного сезона Боргвардт перебрался в норвежский клуб «Викинг» из Ставангера.
Второе выступление в Лиге чемпионов сулило большие надежды, отталкиваясь от впечатляющего сезона команды в прошлом году. В первом отборочном раунде в соперники «ФХ» достался эстонский клуб «ТФМК» из Таллина. На сей раз в статусе фаворитов пары подходили исландцы. Победу команде в первой игре принес точный удар Этли Гуднасона на последней минуте. Гостевая победа 3:2 давала большие шансы перед ответной встречей. 19 июля 2006 года «ФХ» сыграл ответный матч с эстонцами. Пропустив с пенальти в середине игры, команда висела на волоске от вылета почти всю встречу, но снова спасителем команды выступил Гуднасон: точный удар на последней минуте вывел команду в следующий раунд.
Во втором раунде соперник достался куда серьезней эстонцев — легендарный польский клуб «Легия» из Варшавы. Борьбы не получилось: более высокий класс польского коллектива не позволил «ФХ» навязать борьбу полякам. Итоговое поражение со счетом 0:3 определило разницу в классе между командами.
В 2006 году «ФХ» оформляет очередное чемпионство в исландском первенстве, третье подряд. На сей раз итоговое преимущество команды не было столь очевидным, хотя шестиочковый отрыв от второго места, доставшееся столичному клубу «КР», четко определил расстановку сил в турнире. Виной не самой яркой победы «ФХ» в чемпионате стали финансовые проблемы клуба, заставившие руководство пойти на ряд серьезных перестановок по окончании сезона.
Форвард Тригви Гудмундссон с восемью забитыми мячами вновь стал лучшим бомбардиром команды в сезоне. Летом 2006 года три игрока клуба пополнили состав национальной сборной: голкипер Дади Ларуссон, полузащитник Сигурвин Олафссон и Арманн Бьорнссон. Бьорнссон покинет команду по окончании сезона и перейдет в норвежский «Бранн», а вингер клуба Балдур Бэтт на правах свободного агента присоединится к соперникам из «Валюра».
Однако «ФХ» сумел быстро восполнить потери. 20 октября 2006 года клуб подписал двух игроков: близнецов Арнара и Бьярки Гуннлагссонов, имевшими богатый опыт выступления в чемпионатах Англии и Нидерландов. Близнецы являлись воспитанниками клуба «ИА» из Акранеса. В ноябре клуб подписал 26-летнего Маттиаса Гудмундссона из «Валюра».
Сезон 2007/08 в Лиге чемпионов ввиду серьезных перестановок команда начинала в подвешенном состоянии. Однако неопределенность сыграла на руку клубу: в первом отборочном раунде «ФХ» не испытал особых проблем с фарерским клубом «ХБ» из Торсхавна — 4:1. Во втором раунде в соперники команде достался более серьезный коллектив белорусский клуб «БАТЭ» из города Борисов. 1 августа 2007 года в домашнем матче «ФХ» уступил белорусам со счетом 1:3. Казалось, шансы на успех были минимальны, но неожиданный гол Тригви Гудмундссона с пенальти на 33-й минуте оставлял гостям реальные шансы на победу, однако развить почин гости не сумели, а в самой концовке пропустили контратаку хозяев — 1:1.
В 2007 году многочисленные потери команды по окончании прошлого сезона все же сказались: «ФХ» впервые за много лет не оказался на вершине таблицы по завершении сезона, отдав первую строчку «Валюру». Поражение в ключевом матче в последних турах в итоге стоило клубу чемпионства: «Валюр» оказался на одно очко выше соперника, прервав многолетнюю гегемонию клуба в чемпионате. Тем не менее, команда не осталась без выигранного трофея: в финале кубка Исландии «ФХ» переиграл «Фьолнир» из Рейкьявика со счетом 2:1. Гол Маттиаса Гудмундссона в дополнительное время принес команде первый в ее истории Кубок Исландии по футболу.
В октябре клуб расстался с главным тренером Олафуром Йоханессоном и рядом ключевых игроков команды. После успешной работы в «ФХ» Йоханессон возглавит национальную сборную, с которой проработает до 2011 года. Помощник Йоханессона и бывший капитан «ФХ» Хеймир Гудьонссон стал новым наставником команды.
В последнем розыгрыше Кубка УЕФА под старым названием «ФХ» взял старт в первом отборочном раунде, как и в предыдущие годы. Уверенно разобравшись с клубом «Гревенмахер» из Люксембурга 8:3, команда отправилась во второй раунд.
Во втором раунде квалификации «ФХ» впервые встретился с представителем английской Премьер лиги клубом «Астон Вилла». 14 августа 2008 года на национальном стадионе «Лаугардалсвёллур» клуб сыграл свой первый матч с командой Туманного Альбиона, завершившийся неутешительным результатом для хозяев 1:4. В ответной встрече на «Вилла Парк» команды обменялись забитыми мячами 1:1. Уступив 2:5 по сумме матчей, команда выбыла из турнира.
27 сентября 2008 года «ФХ» в четвертый раз за последние пять лет оформил чемпионское звание по итогам сезона 2008. Это чемпионство стало одним самым драматичных в истории клуба. Главный соперник «ФХ» в борьбе за чемпионство «Кеблавик» перед последним туром имел преимущество над командой в два очка и выглядел основным претендентом на золото. Однако в последнем туре «Кеблавик» умудрился проиграть лишенному мотивации столичному «Фраму» 1:2. «ФХ» оставалось лишь выиграть свой последний матч, что он и сделал: победив дома «Фюлкир» 2:0, капитан команды Давид Видарссон поднял над головой заветный кубок.
К сезону 2009/10 в Лиге чемпионов клуб был готов как никогда слабо. Команда не смогла доукомплектовать состав и ориентировалась в основном на собственные резервы. Посему разгром от казахстанского клуба «Актобе» со счетом 0:6 был хоть и крупным, но вполне ожидаем. Примечателен факт, что встреча исландского и казахстанского клубов стала первой в истории чемпионатов, а перелёт команд рекордным за всю историю УЕФА.
В сезоне 2009 года «ФХ» в очередной раз стал чемпионом, в пятый раз и второй кряду. Отрыв от столичного клуба «КР» составил три очка.
Сезон 2010/11 в самом престижном клубном турнире Европы вышел неудачным, как и годом ранее. В соперники «ФХ» вновь досталась команда из постсоветского пространства — белорусский «БАТЭ», с которым исландцы уже встречались ранее. Во втором раунде квалификации «ФХ» уступил на стадионе в Борисове со счетом 1:5, а в гостевом матче белорусы довершили разгром, победив 1:0.
14 августа 2010 года «ФХ» выигрывает свой второй кубок Исландии, в финале турнира одержав разгромную победу над принципиальным соперником из «КР» — 4:0.
После двухлетнего перерыва, в сезоне 2012 команда возвращается на вершину и возвращает чемпионский титул. Итоговое преимущество клуба не вызывало сомнений — отрыв от второго места составил 13 очков.
Новый сезон в Лиге чемпионов получился гораздо успешнее предыдущих. Впервые в истории команда преодолела барьер второго квалификационного раунда, в котором одержала победу над литовским «Экранасом». К гостевой победе 1:0 «ФХ» присовокупил домашнюю викторию на «Каплакрики» 2:1. В третьем раунде оппонентом клуба стала австрийская «Аустрия» из Вены. Минимальное поражение в гостях со счетом 1:0 оставляло шансы на итоговый успех, однако этим «ФХ» не смог воспользоваться. Обидная нулевая ничья в домашнем матче оставило команду за бортом турнира.
В качестве утешения от вылета «ФХ» смог выступить в последнем раунде квалификации Лиги Европы, второго по значимости клубного турнира, также впервые в истории. В т. н. «раунде плей-офф» команда встретилась с бельгийским клубом «Генк». Единственный раунд оставалось преодолеть клубу, чтобы стать первой командой в истории чемпионата, пробившейся в групповой этап еврокубков. Однако вписать свое имя в историю исландского футбола «ФХ» так и не смог. 22 августа 2013 года команда уступила сопернику в домашнем матче со счетом 0:2. В гостевой встрече в Генке бельгийцы довершили разгром, выиграв 5:2. В составе «ФХ» дубль оформил полузащитник Бьорн Сверрисон. По завершении сезона игрок перейдет в норвежский «Викинг».
Сезон 2014 стал, пожалуй, самым драматичным в истории команды. Подойдя к последнему туру с двухочковым отрывом от основного конкурента в борьбе за титул «Стьярнана», «ФХ» достаточно было не проиграть сопернику в очной встрече. Любопытно, что к финишу сезона обе команды подошли без единого поражения в активе.
4 октября 2014 года в «золотом матче» на переполненной домашней арене клуба «Каплакрики» «ФХ» уступил сопернику со счетом 1:2, причем победный гол гостей, принесший им чемпионский титул, был забит с пенальти на последней, 93-й минуте матча. Более того, с 60-й минуты «ФХ» играл в численном большинстве после удаления капитана «Стьярнана» Вейгара Палла Гуннарссона, однако страх пропустить решающий мяч прижал команду к своим воротам, что завершилось судьбоносным фолом в штрафной площади. Форвард гостей Олафур Карл Финсен был хладнокровен: точный удар с одиннадцатиметровой отметки принес его клубу первый чемпионский титул в истории.
В 2015 году «ФХ» вернул чемпионское звание, выиграв его в седьмой раз. В следующем сезоне клуб отстоял титул, после чего начался спад.

## Достижения клуба
- Премьер лига
  - Чемпион (8): 2004, 2005, 2006, 2008, 2009, 2012, 2015, 2016
  - Вице-чемпион (9): 1989, 1993, 1994, 2003, 2007, 2010, 2011, 2013, 2014
  - Бронзовый призёр (1): 2001
- Кубок Исландии
  - Победитель (2): 2007, 2010
  - Финалист (4): 1972, 1991, 2003, 2017
- Кубок исландской лиги
  - Победитель (7): 2002, 2004, 2006, 2007, 2009, 2014, 2022
  - Финалист (1): 2001
- Суперкубок Исландии
  - Победитель (6): 2005, 2007, 2009, 2010, 2011, 2013
- Кубок Fotbolti.net
  - Победитель (1): 2017
  - Финалист (1): 2014

## Статистика выступлений с 2000 года
| Сезон | Ранг | Турнир          | Место | И  | В  | Н | П  | ГЗ | ГП | РГ  | Очки | Кубок      | Исход |
| ----- | ---- | --------------- | ----- | -- | -- | - | -- | -- | -- | --- | ---- | ---------- | ----- |
| 2000  | 2    | Первый дивизион | 1     | 18 | 13 | 4 | 1  | 47 | 13 | +34 | 43   | 1/2 финала |       |
| 2001  | 1    | Премьер лига    | 3     | 18 | 9  | 5 | 3  | 23 | 16 | +7  | 32   | 1/2 финала |       |
| 2002  | 1    | Премьер лига    | 6     | 18 | 5  | 7 | 6  | 29 | 30 | -1  | 22   | 4-й раунд  |       |
| 2003  | 1    | Премьер лига    | 2     | 18 | 9  | 3 | 6  | 36 | 24 | +12 | 30   | Финалист   |       |
| 2004  | 1    | Премьер лига    | 1     | 18 | 10 | 7 | 1  | 33 | 16 | +17 | 37   | 1/2 финала |       |
| 2005  | 1    | Премьер лига    | 1     | 18 | 16 | 0 | 2  | 53 | 11 | +42 | 48   | 1/2 финала |       |
| 2006  | 1    | Премьер лига    | 1     | 18 | 10 | 6 | 2  | 31 | 14 | +17 | 36   | 4-й раунд  |       |
| 2007  | 1    | Премьер лига    | 2     | 18 | 11 | 4 | 3  | 42 | 26 | +16 | 37   | Победитель |       |
| 2008  | 1    | Премьер лига    | 1     | 22 | 15 | 2 | 5  | 50 | 25 | +25 | 47   | 4-й раунд  |       |
| 2009  | 1    | Премьер лига    | 1     | 22 | 16 | 3 | 3  | 57 | 21 | +36 | 51   | 1/4 финала |       |
| 2010  | 1    | Премьер лига    | 2     | 22 | 13 | 5 | 4  | 48 | 31 | +17 | 44   | Победитель |       |
| 2011  | 1    | Премьер лига    | 2     | 22 | 13 | 5 | 4  | 48 | 31 | +17 | 44   | 4-й раунд  |       |
| 2012  | 1    | Премьер лига    | 1     | 22 | 15 | 4 | 3  | 51 | 23 | +28 | 49   | 3-й раунд  |       |
| 2013  | 1    | Премьер лига    | 2     | 22 | 14 | 5 | 3  | 47 | 22 | +25 | 47   | 4-й раунд  |       |
| 2014  | 1    | Премьер лига    | 2     | 22 | 15 | 6 | 1  | 46 | 17 | +29 | 51   | 3-й раунд  |       |
| 2015  | 1    | Премьер лига    | 1     | 22 | 15 | 3 | 4  | 47 | 26 | +21 | 48   | 1/4 финала |       |
| 2016  | 1    | Премьер лига    | 1     | 22 | 12 | 7 | 3  | 32 | 17 | +15 | 43   | 1/2 финала |       |
| 2017  | 1    | Премьер лига    | 3     | 22 | 9  | 8 | 5  | 33 | 25 | +8  | 35   | Финалист   |       |
| 2018  | 1    | Премьер лига    | 5     | 22 | 10 | 7 | 5  | 36 | 28 | +8  | 37   | 1/2 финала |       |
| 2019  | 1    | Премьер лига    | 3     | 22 | 11 | 4 | 7  | 40 | 36 | +4  | 37   | Финалист   |       |
| 2020  | 1    | Премьер лига    | 2     | 18 | 11 | 3 | 4  | 37 | 23 | +14 | 36   | 1/2 финала |       |
| 2021  | 1    | Премьер лига    | 6     | 22 | 9  | 6 | 7  | 39 | 26 | +13 | 33   | 4-й раунд  |       |
| 2022  | 1    | Премьер лига    | 10    | 27 | 6  | 7 | 14 | 36 | 46 | -10 | 25   | Финалист   |       |
| 2023  | 1    | Премьер лига    | 5     | 27 | 12 | 4 | 11 | 49 | 54 | -5  | 40   | 1/4 финала |       |

## Выступления в еврокубках
| Сезон   | Турнир                | Раунд                   | Соперник             | Дома | В гостях | Общий счёт |  |
| ------- | --------------------- | ----------------------- | -------------------- | ---- | -------- | ---------- |  |
| 1990/91 | Кубок УЕФА            | Первый раунд            | Данди Юнайтед        | 1:3  | 2:2      | 3:5        |  |
| 1994/95 | Кубок УЕФА            | Предварительный раунд   | Линфилд              | 1:0  | 1:3      | 2:3        |  |
| 1995/96 | Кубок УЕФА            | Предварительный раунд   | Гленавон             | 0:1  | 0:0      | 0:1        |  |
| 2002    | Кубок Интертото       | Первый раунд            | Цементарница         | 1:2  | 3:1      | 4:3        |  |
| 2002    | Кубок Интертото       | Второй раунд            | Вильярреал           | 2:2  | 0:2      | 2:4        |  |
| 2004/05 | Кубок УЕФА            | Первый отборочный раунд | Хаверфордуэст Каунти | 3:1  | 1:0      | 4:1        |  |
| 2004/05 | Кубок УЕФА            | Второй отборочный раунд | Данфермлин Атлетик   | 2:2  | 2:1      | 4:3        |  |
| 2004/05 | Кубок УЕФА            | Первый раунд            | Алемания             | 1:5  | 0:0      | 1:5        |  |
| 2005/06 | Лига чемпионов УЕФА   | Первый отборочный раунд | Нефтчи Баку          | 1:2  | 0:2      | 1:4        |  |
| 2006/07 | Лига чемпионов УЕФА   | Первый отборочный раунд | ТФМК                 | 1:1  | 3:2      | 4:3        |  |
| 2006/07 | Лига чемпионов УЕФА   | Второй отборочный раунд | Легия Варшава        | 0:1  | 0:2      | 0:3        |  |
| 2007/08 | Лига чемпионов УЕФА   | Первый отборочный раунд | ХБ Торсхавн          | 4:1  | 0:0      | 4:1        |  |
| 2007/08 | Лига чемпионов УЕФА   | Второй отборочный раунд | БАТЭ                 | 1:3  | 1:1      | 2:4        |  |
| 2008/09 | Кубок УЕФА            | Первый отборочный раунд | Гревенмахер          | 3:2  | 5:1      | 8:3        |  |
| 2008/09 | Кубок УЕФА            | Второй отборочный раунд | Астон Вилла          | 1:1  | 1:4      | 2:5        |  |
| 2009/10 | Лига чемпионов УЕФА   | Второй отборочный раунд | Актобе               | 0:4  | 0:2      | 0:6        |  |
| 2010/11 | Лига чемпионов УЕФА   | Второй отборочный раунд | БАТЭ                 | 0:1  | 1:5      | 1:6        |  |
| 2011/12 | Лига Европы УЕФА      | Второй отборочный раунд | Насьональ Фуншал     | 1:1  | 0:2      | 1:3        |  |
| 2012/13 | Лига Европы УЕФА      | Первый отборочный раунд | Эшен-Маурен          | 2:1  | 1:0      | 3:1        |  |
| 2012/13 | Лига Европы УЕФА      | Второй отборочный раунд | АИК                  | 0:1  | 1:1      | 1:2        |  |
| 2013/14 | Лига чемпионов УЕФА   | Второй отборочный раунд | Экранас              | 2:1  | 1:0      | 3:1        |  |
| 2013/14 | Лига чемпионов УЕФА   | Третий отборочный раунд | Аустрия (Вена)       | 0:0  | 0:1      | 0:1        |  |
| 2013/14 | Лига Европы УЕФА      | Плей-офф раунд          | Генк                 | 0:2  | 2:5      | 2:7        |  |
| 2014/15 | Лига Европы УЕФА      | Первый отборочный раунд | Гленавон             | 3:0  | 3:2      | 6:2        |  |
| 2014/15 | Лига Европы УЕФА      | Второй отборочный раунд | Неман                | 2:0  | 1:1      | 3:1        |  |
| 2014/15 | Лига Европы УЕФА      | Третий отборочный раунд | Эльфсборг            | 2:1  | 1:4      | 3:5        |  |
| 2015/16 | Лига Европы УЕФА      | Первый отборочный раунд | СИК                  | 1:0  | 1:0      | 2:0        |  |
| 2015/16 | Лига Европы УЕФА      | Второй отборочный раунд | Интер Баку           | 1:2  | 2:2(д)   | 3:4        |  |
| 2016/17 | Лига чемпионов УЕФА   | Второй отборочный раунд | Дандолк              | 2:2  | 1:1      | 3:3(г)     |  |
| 2017/18 | Лига чемпионов УЕФА   | Второй отборочный раунд | Викингур             | 1:1  | 2:0      | 3:1        |  |
| 2017/18 | Лига чемпионов УЕФА   | Третий отборочный раунд | Марибор              | 0:1  | 0:1      | 0:2        |  |
| 2017/18 | Лига Европы УЕФА      | Плей-офф раунд          | Брага                | 1:2  | 2:3      | 3:5        |  |
| 2018/19 | Лига Европы УЕФА      | Первый отборочный раунд | Лахти                | 0:0  | 3:0      | 3:0        |  |
| 2018/19 | Лига Европы УЕФА      | Второй отборочный раунд | Хапоэль Хайфа        | 0:1  | 1:1      | 1:2        |  |
| 2020/21 | Лига Европы УЕФА      | Первый отборочный раунд | ДАК 1904             | 0:2  | -        | 0:2        |  |
| 2021/22 | Лига конференций УЕФА | Первый отборочный раунд | Слайго Роверс        | 1:0  | 2:1      | 3:1        |  |
| 2021/22 | Лига конференций УЕФА | Второй отборочный раунд | Русенборг            | 0:2  | 1:4      | 1:6        |  |